# Athemistus laevicollis
Athemistus laevicollis är en skalbaggsart som beskrevs av Carter 1926. Athemistus laevicollis ingår i släktet Athemistus och familjen långhorningar. Inga underarter finns listade.